# Demi-district de Rarogne oriental
Le demi-district de Rarogne oriental, appelé en allemand Östlich Raron et dont Mörel-Filet est le chef-lieu, est un demi-district du canton du Valais en Suisse.

## Liste des communes
Voici la liste des communes composant le demi-district avec, pour chacune, sa population.
| Nom         | N° OFS | Population (décembre 2023) |
| ----------- | ------ | -------------------------- |
| Bettmeralp  | 6205   | +000474,                   |
| Bister      | 6172   | +0 00039,                  |
| Bitsch      | 6173   | +001 116,                  |
| Grengiols   | 6177   | +000424,                   |
| Mörel-Filet | 6203   | +000745,                   |
| Riederalp   | 6181   | +000437,                   |
| Total       | Total  | +003 235,                  |